# Karel Dessain
Karel Patrick Jan Maria Dessain, ook Charles Dessain, (Mechelen, 15 augustus 1871 – aldaar, 5 september 1944) was een Belgisch drukker en politicus voor de Katholieke Partij en diens opvolger het Katholiek Verbond van België.

## Levensloop
Hij was de zoon en opvolger van Pierre Dessain (1837-1913), een welgesteld katholiek drukker-uitgever uit Luik die in 1855 een Mechels filiaal opende. In 1909 nam hij het bestuur van de Drukkerij Dessain over van zijn vader. 
In 1903 was hij gemeenteraadslid geworden in Mechelen en na het plotselinge overlijden van de katholieke burgemeester Edouard De Cocq in 1909, werd hij aangesteld als diens opvolger. Tijdens de Eerste Wereldoorlog viel hij op door zijn verzet tegen de Duitse bezetter. Op 13 maart 1916 werd hij gearresteerd en beschuldigd dat hij een herderlijke brief had uitgegeven van kardinaal Mercier, waarin die zijn geloof in een geallieerde overwinning onderstreepte. In feite was de brief gedrukt door Francis Dessain, de jongere broer van de burgemeester, maar het was duidelijk dat de bezetter de burgervader wilde treffen. De burgemeester werd tot een jaar gevangenschap veroordeeld. Hij werd naar een Duits gevangenenkamp gedeporteerd waar hij werd vastgehouden tot het einde van de oorlog. Na de oorlog keerde Dessain uit zijn gevangenschap terug. Vanwege zijn verdiensten tijdens de oorlog werd aan jonkheer Dessain in 1922 de adellijke titel van 'ridder' verleend. 
In de lokale politiek steunde hij na de Eerste Wereldoorlog de Vlaamsgezinde christendemocraten, die onder leiding van de latere ministers Philip Van Isacker en Alfons Verbist de katholieke partij hervormden en de standenvertegenwoordiging invoerden. In 1922 kwam hij aan het hoofd van een coalitie van katholieken, liberalen en socialisten, maar deze laatste werden twee jaar later, na voortdurende incidenten met de liberalen, uit het college gestoten. Ondertussen werd hij stedelijk en arrondissementeel voorzitter voor de katholieke partij, tot in 1936. In 1929 werd hij verkozen tot katholiek senator voor het kiesarrondissement Mechelen. Hij bleef dit tot in 1939 en werd toen provinciaal senator, tot aan zijn dood. 
Na de gemeenteraadsverkiezingen van 1938 leidde hij een controversiële coalitie van de KVV met het VNV, Rex en met twee afgescheurde liberalen. Ook tijdens de Tweede Wereldoorlog ging Dessain tegen de Duitse bezetter in.  In 1941 werd hij gedwongen tot ontslag op basis van de ouderdomsverordening (Überalterungsverordnung) van 7 maart 1941. VNV'er Camiel Baeck werd aangesteld als zijn opvolger. Bij de bevrijding van Mechelen op 4 september 1944 zetelde Dessain onmiddellijk weer als burgemeester. Hij wilde een coalitie van katholieken, liberalen en socialisten realiseren en gaf tevens opdracht een onderzoek in te stellen naar het gedrag van de oorlogsschepenen. De volgende dag overleed hij plotseling op het burgemeesterskabinet. Er kwam van de 'grote' coalitie niets in huis, en voor Mechelen brak een periode van politieke instabiliteit aan.
Burgemeester Dessain werd geroemd om zijn zuinig en stipt beheer van de stadsfinanciën. Wegens zijn inzet voor degelijke huisvesting (villabouw) en sociale woningbouw werd de Ridder Dessainlaan aan het Vrijbroekpark in Mechelen naar hem genoemd.